# Elecciones provinciales de Argentina de 1995
Las elecciones provinciales de Argentina de 1995 tuvieron lugar de forma desdoblada en 7 fechas entre el 14 de mayo y el 8 de octubre, con el objetivo de renovar 22 gobernaciones y 23 legislaturas provinciales. En 15 provincias se realizaron en simultáneo con las elecciones presidenciales y las elecciones legislativas en todo el país. La Ciudad de Buenos Aires no renovó ninguna institución local.

## Cronograma
| Distrito                          | Fecha                    | Gobernador                | Partido   | Partido                     | Alianza nacional | Alianza nacional     | Diputados | Senadores | Consulta popular |
| --------------------------------- | ------------------------ | ------------------------- | --------- | --------------------------- | ---------------- | -------------------- | --------- | --------- | ---------------- |
| Buenos Aires (Ver detalle)        | 14 de mayo de 1995       | Eduardo Duhalde R         |           | Partido Justicialista       |                  | Frente Justicialista | 46        | 23        | No elige         |
| Catamarca (Ver detalle)           | 14 de mayo de 1995       | Arnoldo Aníbal Castillo R |           | Unión Cívica Radical        |                  | Sin alianza nacional | 20        | 8         | No elige         |
| Chaco (Ver detalle)               | 10 de septiembre de 1995 | 1ª vuelta                 | 1ª vuelta | 1ª vuelta                   | 1ª vuelta        | 1ª vuelta            | 16        | No elige  | No elige         |
| Chaco (Ver detalle)               | 8 de octubre de 1995     | Ángel Rozas               |           | Unión Cívica Radical        |                  | Sin alianza nacional | No elige  | No elige  | No elige         |
| Chubut (Ver detalle)              | 14 de mayo de 1995       | Carlos Maestro R          |           | Unión Cívica Radical        |                  | Sin alianza nacional | 27        | No elige  | No elige         |
| Córdoba (Ver detalle)             | 14 de mayo de 1995       | Ramón Mestre              |           | Unión Cívica Radical        |                  | Sin alianza nacional | 66        | 35        | No elige         |
| Corrientes                        | 14 de mayo de 1995       | No elige                  | 13        | 5                           | No elige         |                      |           |           |                  |
| Entre Ríos (Ver detalle)          | 14 de mayo de 1995       | Jorge Pedro Busti         |           | Partido Justicialista       |                  | Frente Justicialista | 28        | 17        | No elige         |
| Formosa (Ver detalle)             | 1 de octubre de 1995     | Gildo Insfrán             |           | Partido Justicialista       |                  | Frente Justicialista | 15        | No elige  | No elige         |
| Jujuy (Ver detalle)               | 1 de octubre de 1995     | Guillermo E. Snopek       |           | Partido Justicialista       |                  | Frente Justicialista | 24        | No elige  | No elige         |
| La Pampa (Ver detalle)            | 14 de mayo de 1995       | Rubén Marín R             |           | Partido Justicialista       |                  | Frente Justicialista | 26        | No elige  | No elige         |
| La Rioja (Ver detalle)            | 14 de mayo de 1995       | Ángel Maza                |           | Partido Justicialista       |                  | Frente Justicialista | 16        | No elige  | No elige         |
| Mendoza (Ver detalle)             | 14 de mayo de 1995       | Arturo Lafalla            |           | Partido Justicialista       |                  | Frente Justicialista | 24        | 19        | No elige         |
| Misiones (Ver detalle)            | 14 de mayo de 1995       | Ramón Puerta R            |           | Partido Justicialista       |                  | Frente Justicialista | 20        | No elige  | No elige         |
| Neuquén (Ver detalle)             | 8 de octubre de 1995     | Felipe Sapag              |           | Movimiento Popular Neuquino |                  | Sin alianza nacional | 35        | No elige  | No elige         |
| Río Negro (Ver detalle)           | 19 de marzo de 1995      | No elige                  | No elige  | No elige                    | Sí               |                      |           |           |                  |
| Río Negro (Ver detalle)           | 14 de mayo de 1995       | Pablo Verani              |           | Unión Cívica Radical        |                  | Sin alianza nacional | 43        | No elige  | No elige         |
| Salta (Ver detalle)               | 1 de octubre de 1995     | Juan Carlos Romero        |           | Partido Justicialista       |                  | Frente Justicialista | 30        | 11        | No elige         |
| San Juan (Ver detalle)            | 14 de mayo de 1995       | Jorge Escobar R           |           | Partido Justicialista       |                  | Frente Justicialista | 45        | No elige  | No elige         |
| San Luis (Ver detalle)            | 14 de mayo de 1995       | Adolfo Rodríguez Saá R    |           | Partido Justicialista       |                  | Frente Justicialista | 21        | 5         | No elige         |
| Santa Cruz (Ver detalle)          | 14 de mayo de 1995       | Néstor Kirchner R         |           | Partido Justicialista       |                  | Frente Justicialista | 12        | No elige  | No elige         |
| Santa Fe (Ver detalle)            | 3 de septiembre de 1995  | Jorge Obeid               |           | Partido Justicialista       |                  | Frente Justicialista | 50        | 19        | No elige         |
| Santiago del Estero (Ver detalle) | 14 de mayo de 1995       | Carlos Juárez             |           | Partido Justicialista       |                  | Frente Justicialista | 22        | No elige  | No elige         |
| Tierra del Fuego (Ver detalle)    | 24 de septiembre de 1995 | José Arturo Estabillo R   |           | Movimiento Popular Fueguino |                  | Sin alianza nacional | 15        | No elige  | No elige         |
| Tucumán (Ver detalle)             | 2 de julio de 1995       | Antonio Domingo Bussi     |           | Fuerza Republicana          |                  | Sin alianza nacional | 40        | No elige  | No elige         |
| R: Reelecto                       |                          |                           |           |                             |                  |                      |           |           |                  |

## Corrientes

### Cámara de Diputados
| ← 1993 · Provincia de Corrientes · 1997 → | ← 1993 · Provincia de Corrientes · 1997 →                                                                                                   | ← 1993 · Provincia de Corrientes · 1997 → | ← 1993 · Provincia de Corrientes · 1997 → | ← 1993 · Provincia de Corrientes · 1997 → |
| Partido                                   | Partido | Votos                                     | %                                         | Diputados                                 |
| ----------------------------------------- | --- | ----------------------------------------- | ----------------------------------------- | ----------------------------------------- |
|                                           | Pacto Autonomista Liberal - Demócrata Progresista                                                                                           | 159.536                                   | 41,81                                     | 6/13                                      |
|                                           | Frente Justicialista Ver partidos de la alianza: - Partido Justicialista - Partido Federal - Partido Laborista - Partido Social Republicano | 120.924                                   | 31,69                                     | 5/13                                      |
|                                           | Unión Cívica Radical - Movimiento de Integración y Desarrollo                                                                               | 52.368                                    | 13,73                                     | 2/13                                      |
|                                           | Frente País Solidario Ver partidos de la alianza: - Partido Demócrata Cristiano - Partido Intransigente                                     | 21.652                                    | 5,68                                      |                                           |
|                                           | Frente Grande | 17.323                                    | 4,54                                      |                                           |
|                                           | Movimiento por la Dignidad y la Independencia                                                                                               | 5.291                                     | 1,39                                      |                                           |
|                                           | Alternativa Progresista | 2.336                                     | 0,61                                      |                                           |
|                                           | Corriente Patria Libre | 843                                       | 0,22                                      |                                           |
|                                           | Acción Correntina | 653                                       | 0,17                                      |                                           |
|                                           | Partido Obrero | 368                                       | 0,10                                      |                                           |
|                                           | Alianza Sur | 238                                       | 0,06                                      |                                           |
| Votos positivos                           | Votos positivos | 381.532                                   | 95,42                                     |                                           |
| Votos en blanco                           | Votos en blanco | 16.033                                    | 4,01                                      |                                           |
| Votos nulos                               | Votos nulos | 2.261                                     | 0,57                                      |                                           |
| Participación                             | Participación | 399.826                                   | 74.55                                     |                                           |
| Electores registrados                     | Electores registrados | 536.352                                   | 100                                       |                                           |
| Fuente:                                   | |                                           |                                           |                                           |

### Cámara de Senadores
| ← 1993 · Provincia de Corrientes · 1997 → | ← 1993 · Provincia de Corrientes · 1997 →                                                                                                   | ← 1993 · Provincia de Corrientes · 1997 → | ← 1993 · Provincia de Corrientes · 1997 → | ← 1993 · Provincia de Corrientes · 1997 → |
| Partido                                   | Partido | Votos                                     | %                                         | Senadores                                 |
| ----------------------------------------- | --- | ----------------------------------------- | ----------------------------------------- | ----------------------------------------- |
|                                           | Pacto Autonomista Liberal - Demócrata Progresista                                                                                           | 159.915                                   | 41,80                                     | 2/5                                       |
|                                           | Frente Justicialista Ver partidos de la alianza: - Partido Justicialista - Partido Federal - Partido Laborista - Partido Social Republicano | 121.335                                   | 31,72                                     | 2/5                                       |
|                                           | Unión Cívica Radical - Movimiento de Integración y Desarrollo                                                                               | 53.333                                    | 13,94                                     | 1/5                                       |
|                                           | Frente País Solidario Ver partidos de la alianza: - Partido Demócrata Cristiano - Partido Intransigente                                     | 21.357                                    | 5,58                                      |                                           |
|                                           | Frente Grande | 17.502                                    | 4,58                                      |                                           |
|                                           | Movimiento por la Dignidad y la Independencia                                                                                               | 5.310                                     | 1,39                                      |                                           |
|                                           | Alternativa Progresista | 2.096                                     | 0,55                                      |                                           |
|                                           | Corriente Patria Libre | 839                                       | 0,22                                      |                                           |
|                                           | Acción Correntina | 633                                       | 0,17                                      |                                           |
|                                           | Alianza Sur | 231                                       | 0,06                                      |                                           |
| Votos positivos                           | Votos positivos | 382.551                                   | 95,54                                     |                                           |
| Votos en blanco                           | Votos en blanco | 15.512                                    | 3,87                                      |                                           |
| Votos nulos                               | Votos nulos | 2.337                                     | 0,58                                      |                                           |
| Participación                             | Participación | 400.389                                   | 74,65                                     |                                           |
| Electores registrados                     | Electores registrados | 536.352                                   | 100                                       |                                           |
| Fuente:                                   | |                                           |                                           |                                           |